# Saint-Cernin-de-Labarde
Saint-Cernin-de-Labarde là một xã, nằm ở tỉnh Dordogne vùng Aquitaine của Pháp. Xã này có diện tích 11,39 km², dân số năm 1999 là 241 người. Xã nằm ở khu vực có độ cao trung bình 100 m trên mực nước biển.

## Hành chính
| Danh sách các xã trưởng                |                  |                        |                  |          |
| Giai đoạn                              | Giai đoạn        | Tên                    | Đảng             | Tư cách  |
| 1971                                   | tháng 3 năm 2008 | Raymond Nouaille       | -                | -        |
| tháng 3 năm 2008                       | đương nhiệm      | Vianney d'Hautefeuille | không chính thức | nông dân |
| Tất cả các dữ liệu trước đây không rõ. |                  |                        |                  |          |

## Thông tin nhân khẩu
| Năm | 1962 | 1968 | 1975 | 1982 | 1990 | 1999 |
| --- | ---- | ---- | ---- | ---- | ---- | ---- |
| Dân số | 227  | 223  | 201  | 197  | 231  | 241  |
| From the year 1962 on: No double counting—residents of multiple communes (e.g. students and military personnel) are counted only once. |      |      |      |      |      |      |